# Radek Onderka
Radek Onderka (Opava, 20. rujna 1973.) umirovljeni je češki nogometaš, po poziciji napadač. Nastupio je više od 100 puta u Prvoj češkoj nogometnoj ligi.
U 2. njemačkoj Bundesligi igrao je pune dvije sezone u dresu kluba KFC Uerdingen 05.
Igrao je za Češku reprezentaciju do 21 godine i za nju upisao 7 nastupa.

## Vanjske poveznice
- (češ.) Statistike u Prvoj češkoj nogometnoj ligi na Fotbal iDNES